# قصة حب (فلم مغربي)
قصة حب هو فيلم مغربي من إخراج حكيم نوري سنة 2002، وبطولة كل من يونس ميكري، فاطم العياشي، حميدو بنمسعود، محمد بنبراهيم، وآخرين.

## القصة
يحكي الفيلم قصة فتاة (فاطم العياشي) عاشت داخل أسرة مفككة سجن فيها الأب الذي خسر كل ما يملك بسبب القمار، وترك أسرته المكونة من الأم وثلاثة أطفال عرضة للضياغ، فتضطر الزوجة (ماريا صادق) للعمل في البداية خادمة في البيوت قبل ان تخرج للشارع وتبيع جسدها لشخص ثري ونافذ (حميدو بنمسعود) مقابل ان يوفر مسكنا لائقا لها ولأطفالها، وهو الشخص نفسه الذي سيجر ابنتها «وفاء» إلى المصير نفسه فتصبح عشيقته، يستغل جسدها لإرضاء نزواته ونزوات اصدقائه أيضا مقابل «خدمات» و«تسهيلات» يقدمونها له في مجال عمله، الفتاة تحمل جرحا نفسيا عميقا لأنها تعرّضت أيضا للاغتصاب وهي طفلة وقبلت ان تمشي في هذا الطريق كشكل من اشكال «التضحية» من أجل أمها وإخوتها حتى «لا يموتون جوعا» كما تقول في أحد المشاهد، لكن لقاءها ب«عزيز» (يونس مكري)، الموظف البسيط ووقوعه في حبها وتعاطفه مع حالتها سيكون بمثابة فرصة لإنقاذها من مصير ظَلّ في نهاية الفيلم مجهولا ومفتوحا على جميع الاحتمالات.

## روابط خارجية
- الفيلم على موقع السينما.كوم